# Île des Papes
L'île des Papes est une île située sur le Rhône, dans le département du Gard en région Languedoc-Roussillon, appartenant administrativement à Villeneuve-lès-Avignon.

## Description
Elle s'étend sur environ 0,5 km de longueur pour une largeur moyenne de plus de 300 m.Elle est occupée par un camping. 

### Artivles connexes
- Liste des îles de France